# Tarsus
Tars (řecky Ταρσός – Tarsos, hebrejsky תרשיש‬ Ṭarśīś, Taršíš. Pozor na možnou záměnu se stejně znějícím španělským městem.) je starobylé město v jižním Turecku. Leží ve vzdálenosti 20 kilometrů od pobřeží Středozemního moře, je součástí metropolitní oblasti Adana-Mersin (nachází se na spojnici obou dvou velkých měst). Město je čtvrté největší v Turecku a z administrativního hlediska spadá do Mersinské provincie. Městem protéká řeka Berdan.

## Název
Současný název byl převzat z antického řeckého Tarsos (Ταρσός). Původní, nejstarší název města (Tarsa) mu dali již Chetité.

## Historie
Město je staré přes dva tisíce let, zvláště významným bylo v období Římského impéria, kdy bylo hlavním městem Kilíkijské provincie. Vedla tudy jedna z římských silnic do Kappadokie. Tak bylo například místem prvního setkání Marka Antonia s Kleopatrou nebo rodištěm apoštola Pavla – nejvýznamnějšího raného šiřitele křesťanství. Za vlády císaře Hadriána měla být v centru města zbudována velkolepá kolonáda. V roce 363 zde byl pohřben císař Julián. Zemřel zde římský císař Tacitus. Peršané dobyli město v roce 614. Do roku 965 drželi Tars Arabové, kdy je porazil Nikeforos II. Je zde pochován císař Fridrich I. Barbarossa. Tarsus byl proslulý svou filologickou a filozofickou školou, která konkurovala Aténám a Alexandrii. V dobách antiky zde žili Židé a křesťané (ještě před uzákoněním křesťanství v Římě). Docházelo zde k častým útokům na křesťany.
Během křížových výprav bylo město dočasně obsazeno křižáckým vojskem v roce 1097. Poté se stal součástí arménského království Kilíkie. Arabští cestovatelé jej často popisovali jako velmi dobře bráněné město. Nakonec jej získali Osmanští Turci v době vlády sultána Selima I. roku 1516. Roku 1571 byl sídlem sandžaku. V roce 1671 jej navštívil turecký cestovatel Evliya Çelebi, který si povšiml rovinaté krajiny okolo města a skutečnosti, že Tarsus je hodinu jízdy od mořského pobřeží. Dále podal svědectví o tom, že místní hradby jsou dvě patra vysoké a doplněné příkopem. Své původní slávy ale Tarsus nedosáhl, neboť počet obyvatel se zde zvyšoval jen pomalu. V roce 1813 zde žila pouhá čtvrtina původního počtu lidí. Roku 1832 město obsadil Ibráhím paša, který byl správcem Egypta v rámci Osmanské říše. V jeho rukou zůstal Tarsus osm let. Egypťané, kteří sem dorazili, zde začali pěstovat bavlnu.
Původní možnosti obchodu po řece a dále do moře znemožnil špatný stav řeky a existence močálů. Ty byly na počátku 20. století vysušeny, aby bylo možné zintenzivnit zemědělskou produkci v okolním regionu s názvem Çukurova. Význam jako přístav získalo město Mersin, se kterým byl Tarsus spojen novou silnicí. Až do roku 1920 zde bylo smíšené obyvatelstvo, kde vedle Turků žili také Řekové a Arméni. Během první světové války nebo po ní byli vyhnáni nebo pobiti a obyvatelstvo bylo homogenizováno. Od prosince 1918 až do roku 1921 byl Tarsus okupován francouzskou armádou.
Okolo města vznikla také první turecká vodní elektrárna. V roce 1970 počet obyvatel přesáhl mety sta tisíc a v roce 2000 potom dvou set tisíc.

## Zajímavosti
V roce 1993 byla při stavebních pracích odkryta stará římská cesta (Batı Caddesi). V Tarsu je k vidění muzejní loď Nusret, slavná minonoska z první světové války. Mezi místní pamětihodnosti dále patří Kleopatřina brána nebo Justiniánův most (turecky Justinyen Köprüsü) přes řeku Berdan.
Na řece Berdan se nedaleko města nachází vodopád.